# Бизан
Бизан (фр. Buzan) насеље је и општина у јужној Француској у региону Миди Пирене, у департману Арјеж која припада префектури Сен Жирон.
По подацима из 2011. године у општини је живело 26 становника, а густина насељености је износила 3,04 становника/km². Општина се простире на површини од 8,55 km². Налази се на средњој надморској висини од 700 метара (максималној 1.371 m, а минималној 600 m).

## Демографија
| 1962. | 1968. | 1975. | 1982. | 1990. | 1999. | 2011. |
| ----- | ----- | ----- | ----- | ----- | ----- | ----- |
| 33    | 64    | 53    | 51    | 50    | 43    | 26    |

График промене броја становника у току последњих година